# Vzdušné síly Abcházie

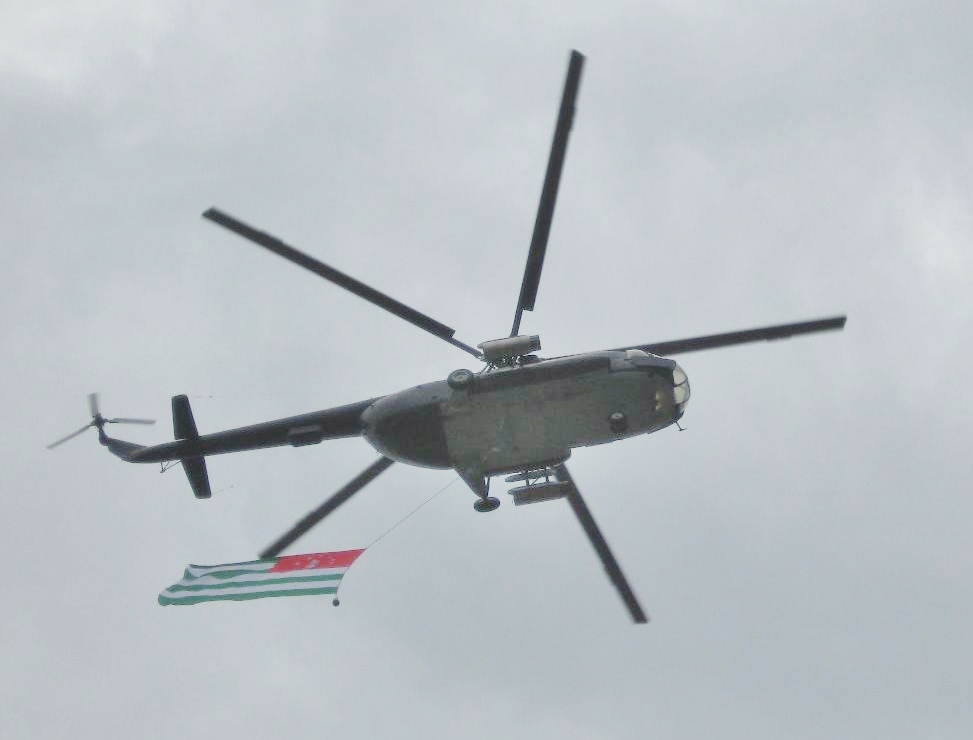
Vrtulník Mi-8 abchazského letectva

Vzdušné síly Abcházie představují početně omezené letectvo působící v Republice Abcházie, která není všeobecně uznána. O vzniku abchazského letectva je známo jen minimum informací, nicméně podle dostupných zpráv měl za jeho zrodem stát Vjačeslav Ešba a základ výzbroje představovalo několik cvičných letounů Jakovlev Jak-52 vyzbrojených kulomety. K první bojové misi došlo 27. srpna 1992, což je v Abcházii každoročně připomínáno jako tzv. Den letectva. Vzdušné síly Abcházie deklarují uskutečnění 400 operačních letů v průběhu konfliktu v letech 1992 až 1993. Přesné ztráty abchazského letectva během občanské války nejsou známé, ale pravděpodobně zahrnují jeden Jak-52 ztracený 4. července 1993 na průzkumné misi poblíž Suchumi.
Abchazské síly se zapojily do války s Gruzií v roce 2008, načež se země dočkala formálního uznání nezávislosti ze strany Ruska a několika dalších států. Vzdušné síly Abcházie používají pět letadel L-39 Albatros, tři An-2, jeden Jak-52 a šest vrtulníků – dva Mi-2, dva Mi-8 a dva Mi-24P (údaje z května 2015). Protivzdušnou obranu Abcházie zajišťují 23mm kanony ZU-23-2 a ZSU-23-4, 57mm kanony S-60 a přenosné komplety Strela a Igla. V roce 2013 předvedla Abcházie také samohybné raketové systémy Osa-AKM.
Vláda Abcházie podepsala dne 24. listopadu 2014 s Ruskou federací smlouvu o spolupráci, která předpokládá vznik společných ozbrojených sil. Abchazské lidové shromáždění ratifikovalo dne 18. prosince 2014 dohodu o vytvoření kombinované armádní skupiny ozbrojených sil Abcházie a Ruské federace, jejíž formování by mělo být završeno do konce roku 2018. Zástupce vedoucího prezidentské administrativy Dmitrij Šamba agentuře TASS zároveň sdělil, že bude uzavřena také bilaterální dohoda o financování modernizace abchazských ozbrojených sil.

## Letecká technika
Stanovení přesných údajů o typech, počtech a služebních údajích o letadlech sloužících ve vzdušných silách Abcházie je obtížné kvůli množství faktorů, mezi něž patří problematický status Abcházie, nedostatek dostupných oficiálních informací, několik konfliktů během jejich existence a pravidelná přítomnost ruských letadel a pilotů v tomto konfliktním regionu. Každopádně platí, že vzdušné síly disponují letadly zanechanými na bývalých sovětských základnách v Abcházii a pravděpodobně též stroji dodanými v posledních letech z Ruska. Prozatím nebyly zaznamenány žádné standardní kontrakty na nákup letadel ze zahraničí.
Ročenka World Air Forces 2016 uvádí pro „Abkhazian Air Force“ jeden vrtulník Mi-8, dva vrtulníky Mi-24 a pět letounů L-39.

### Přehled
| Název           | Původ          | Počet | Určení                   | Poznámky                                                    |
| --------------- | -------------- | ----- | ------------------------ | ----------------------------------------------------------- |
| Aero L-39       | Československo | 5     | cvičný letoun / bitevník | Ve službě počínaje rokem 1992                               |
| Jakovlev Jak-52 | SSSR           | ?     | cvičný letoun            | Ve službě od let 1991/2 Jeden exemplář počínaje rokem 2001. |
| Antonov An-2    | SSSR           | 2     | transportní letoun       | Ve službě od roku 2007.                                     |
| Mi-24/Mi-35     | SSSR / Rusko   | 3     | bitevní vrtulník         | Ve službě od roku 2007.                                     |
| Mil Mi-8        | SSSR / Rusko   | 3     | transportní vrtulník     | Ve službě od roku 1992. V roce 2007 ve službě až 7 kusů.    |

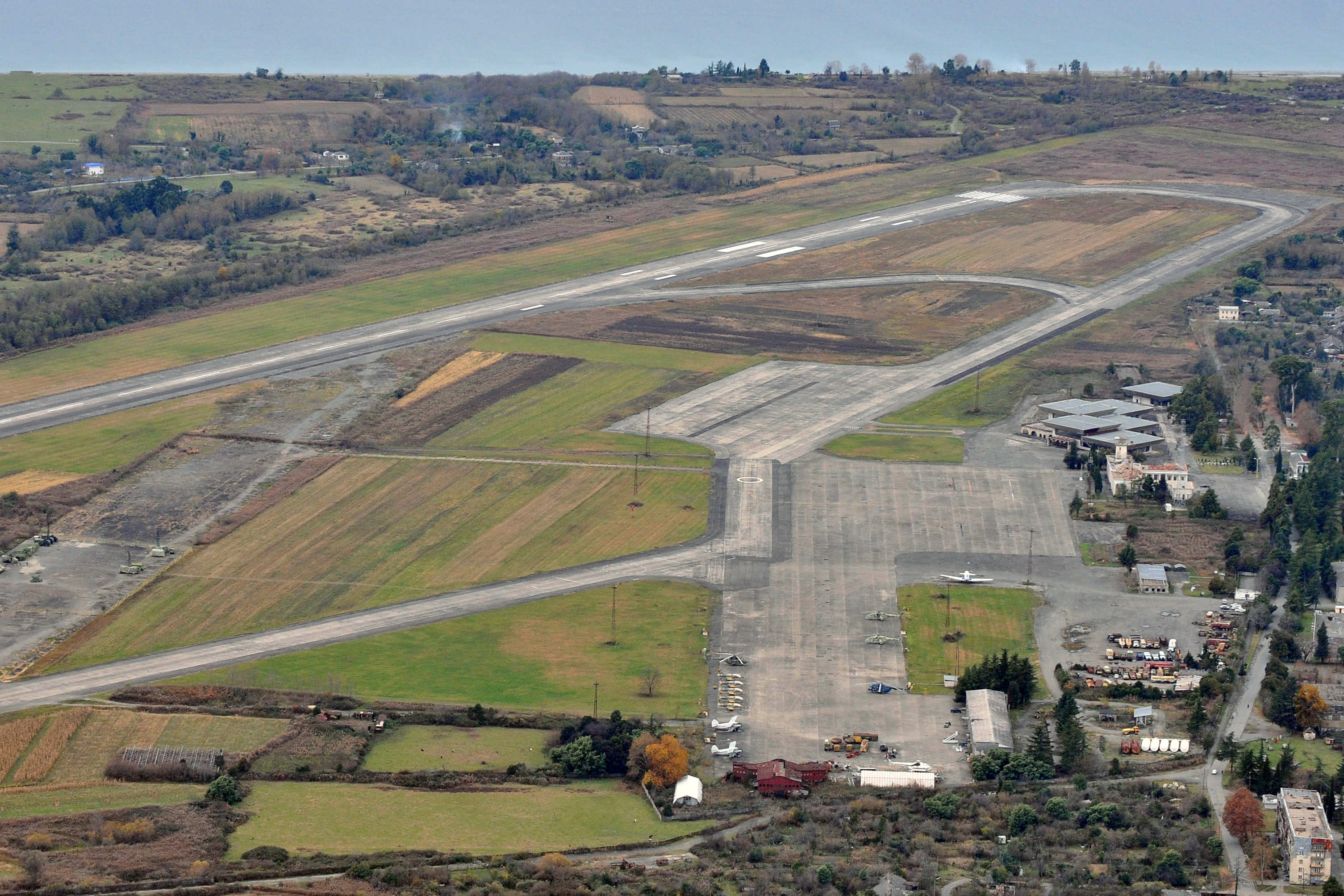
Letiště Suchumi-Babušara

Na území Abcházie se nacházejí dvě letecké základny – letiště Suchumi-Babušara a letiště Bombora.